# Aristolochia peninsularis
Aristolochia peninsularis är en piprankeväxtart som beskrevs av T. S. Brandegee. Aristolochia peninsularis ingår i släktet piprankor, och familjen piprankeväxter. Inga underarter finns listade i Catalogue of Life.